# Make Believe (Weezer)
Make Believe è il quinto album dei Weezer, pubblicato negli Stati Uniti dopo un lungo periodo di lavorazione. L'album segna la rinascita della band dopo la lunga assenza e il momentaneo abbandono del frontman Rivers Cuomo, per continuare i suoi studi di letteratura ad Harvard.

## Il disco
L'uscita del singolo Beverly Hills ha lasciato perplessi gli ascoltatori poiché la canzone si presenta come il classico singolo orecchiabile adatto ad un successo commerciale ma di bassa qualità artistica. Ricorda Dope Nose, il singolo dell'album precedente, Maladroit. L'uscita del CD rasserena gli estimatori: i veri Weezer sembrano tornati, le canzoni rispecchiano il loro stile, struggenti quanto basta, e raccontano grandi storie attraverso grandi melodie. La voce di Rivers sembra addirittura migliorata: ha acquistato grandi accenti. Ad eccezione di Beverly Hills, e forse We are All on Drugs, che sembrano quasi imposte dalla casa discografica Geffen per attirare le vendite, Make Believe raccoglie molti consensi. Stupenda Hold Me, che sembra una delle loro migliori di sempre, Perfect Situation, con dei cori ben studiati e un solo di chitarra mozzafiato, grande melodia e grande voce in Peace, che si contende anche il titolo di miglior canzone di Make Believe, atmosfera da sogno in The Other Way, malinconia in "The Damage in your heart, emozioni contrastanti in Haunt you Every Day, degna canzone di chiusura.C'e'anche da ricordare, la splendida This Is Such a Pity una canzone ricca di melodia che richiama come stile compositivo ad una canzone dance anni 80,grazie all'utilizzo dei sintetizzatori
Nella versione dell'album pubblicato negli Stati Uniti, c'è una frase nascosta nel libretto del CD: "Nel mezzo del cammin di nostra vita". In Italia è noto che si tratta della prima riga dell'"Inferno" di Dante, ma questa, scritta in Italiano, ha suscitato la curiosità dei fan che hanno immediatamente cercato il significato. Rivers sembra essere un appassionato di opere letterarie Italiane. Nel Green Album si trova la scritta "Torniamo all'antico e sarà un progresso", di Giuseppe Verdi (notare anche il collegamento Verdi/Green), e in Pinkerton si trova scritto "Dovunque al mondo lo Yankee vagabondo si gode e traffica sprezzando i rischi. Affonda l'ancora alla ventura", pezzo tratto dalla Madama Butterfly di Puccini, dalla quale inoltre è stato preso il nome dell'album (Pinkerton è il protagonista maschile della storia) e una linea della canzone Butterfly".
Haunt You Every Day sembra ispirata ad una novella (l'VIII) di Giovanni Boccaccio.
My Best Friend inizialmente doveva far parte della colonna sonora di Shrek 2, ma per disguidi hanno "lasciato" il posto ai Counting Crows.
In Freak me out Rivers parla ad un ragno.

## Tracce
1. Beverly Hills - 3:16
2. Perfect Situation - 4:15
3. This Is Such a Pity - 3:24
4. Hold Me - 4:22
5. Peace - 3:53
6. We Are All on Drugs - 3:35
7. The Damage in Your Heart - 4:03
8. Pardon Me - 4:16
9. My Best Friend - 2:47
10. The Other Way - 3:16
11. Freak Me Out - 3:26
12. Haunt You Every Day - 4:39

## Formazione
- Rivers Cuomo - voce, chitarra, tastiera
- Brian Bell - chitarra, tastiera, sintetizzatore, voce secondaria
- Scott Shriner - basso, voce secondaria
- Patrick Wilson - batteria

## Classifiche
| Classifica (2005) | Posizione massima |
| ----------------- | ----------------- |
| Australia         | 19                |
| Austria           | 17                |
| Belgio (Fiandre)  | 58                |
| Belgio (Vallonia) | 84                |
| Canada            | 1                 |
| Finlandia         | 13                |
| Francia           | 45                |
| Germania          | 32                |
| Giappone          | 4                 |
| Norvegia          | 7                 |
| Nuova Zelanda     | 20                |
| Paesi Bassi       | 82                |
| Regno Unito       | 11                |
| Stati Uniti       | 2                 |
| Svezia            | 15                |
| Svizzera          | 58                |